# Conquista olandese delle isole Banda
La conquista olandese delle isole Banda fu uno scontro militare tra le armate della Compagnia olandese delle Indie orientali e la Repubblica delle Sette Province Unite ed i guerrieri bandanesi supportati dal Regno d'Inghilterra e dalla East India Company. La serie di scontri avvennero tra il maggio del 1609 e la fine del 1621 presso le Isole Banda, in Asia sudorientale.
Gli olandesi, avendo stabilito un monopolio altamente lucrativo della produzione di noce moscata nelle Isole Banda, vennero colpiti dalla resistenza dei bandanesi locali che volevano averne l'esclusiva. La morte di Pieter Willemsz Verhoeff, ufficiale olandese, per mano bandanese, offrì il casus belli per una conquista forzosa delle isole. Le isole furono fortemente spopolate dalla guerra, dalla fame e dai massacri oltre che dalle deportazioni forzate per mano degli olandesi.
La Compagnia olandese delle Indie orientali (VOC), fondata nel 1602 amalgamando tra loro 12 voorcompagnies precedenti, aveva un notevole interesse economico nei mari del sudest asiatico, fonte per il lucrativo commercio delle spezie di cui vi era una notevole richiesta in Europa. Una spedizione olandese aveva preso i primi contatti con le isole nel 1599, siglando diversi contratti coi locali capi bandanesi. L'alto profitto tratto dal commercio delle spezie era dovuto anche al fatto che esse crescevano unicamente in quei luoghi ed era quindi estremamente importante controllarle. Quando gli olandesi cercarono di creare il loro monopolio nell'area, impedendo ai bandanesi di vendere tali prodotti ad altri gruppi, questi ultimi opposero resistenza e gli olandesi decisero di conquistare il gruppo di isole con la forza. Con l'aiuto di mercenari giapponesi, gli olandesi lanciarono diverse spedizioni militari contro i bandanesi.
La conquista culminò col massacro di Banda dove 2800 bandanesi e 1700 schiavi vennero uccisi dagli olandesi. Tra la fame e le lotte costanti, i bandandesi decisero infine di arrendersi nel 1621. Jan Pieterszoon Coen, comandante delle truppe olandesi, espulse i restanti 1000 bandanesi da Batavia. Con la fine della resistenza bandanese, gli olandesi si assicurarono il monopolio del commercio delle spezie in Asia sudorientale.

## Antefatto
La prima spedizione olandese per esplorare le isole Banda ed i sultanati di Banten, Ternate e Ambon venne lanciata da una voorcompagnie il 1º maggio 1598. Una flotta comandata da Jacob Corneliszoon van Neck, Jacob van Heemskerck e da Wybrand van Warwijck salpò e prese contatto con gli abitanti delle isole Banda nel 1599. Heemskerck siglò diversi contratti coi locali capi bandanesi e costruì un avamposto per il commercio delle spezie. Le isole Banda, di natura vulcanica, erano tra i pochi posti al mondo dove cresceva agevolmente la noce moscata, la quale aveva quindi un importantissimo valore economico.

## I primi commerci ed i conflitti

### La battaglia di Banda Neira

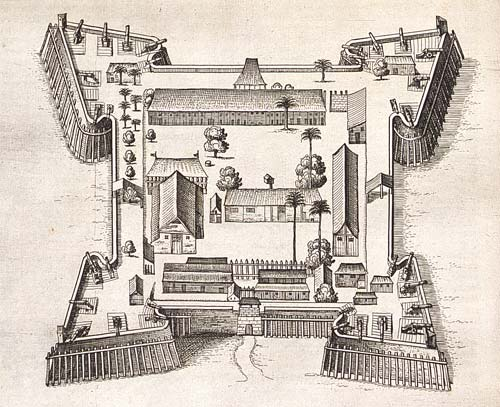
Fort Nassau sull'isola di Banda Neira nel 1646.

La VOC univa a sé 12 altre voorcompagnieën precedenti, con il diritto esclusivo di tutte le navigazioni e i commerci in Asia e nelle Indie orientali, incluso il diritto di concludere trattati, dichiarare guerra o fare pace, fondare fortezze ed avamposti commerciali. Nell'aprile del 1609, una flotta olandese comandata da Pieter Willemsz Verhoeff giunse a Banda Neira e con la forza era intenzionata a fondare una fortezza. I bandanesi preferivano invece il libero commercio in quanto avevano la possibilità di rivendere la loro merce anche ad altri mercanti europei ad un prezzo ancora più alto. Gli olandesi, al contrario, desideravano l'esclusiva della vendita dei prodotti al loro mercato. I negoziati risultarono complessi e ad un certo punto, alla fine di maggio del 1609, i capi attirarono Verhoeff ed altri due comandanti per negoziare, ma questi vennero uccisi a tradimento. Anche la loro guardia venne massacrata dai bandanesi, per un totale di 46 morti. Come rappresaglia, i soldati olandesi saccheggiarono diversi villaggi bandanesi e distrussero le imbarcazioni dei nativi. In agosto, venne raggiunto un accordo di pace: i bandanesi avrebbero riconosciuto l'autorità olandese ed il monopolio del commercio delle spezie. In quello stesso anno, Fort Nassau venne costruito sull'isola di Banda Neira per controllare il commercio della noce moscata.

### Le spedizioni contro Lontor, Run e Ai
Piet Hein rimpiazzò Verhoeff come comandante della spedizione. Avendo concluso la costruzione di Fort Nassau, la flotta salpò alla volta di Ternate, il cui sultano aveva permesso agli olandesi di ricostruire a loro spese un antico forte malese che venne rinominato Fort Oranje nel 1609. Il sito era divenuto de facto la capitale della Compagnia olandese delle Indie orientali sino alla fondazione della città di Batavia (attuale Giacarta) nel 1619, sull'isola di Giava. Gli olandesi si trovarono coinvolti in una breve guerra con il sultanato di Ternate e col vicino regno di Tidore. Nel marzo del 1610, Hein giunse ad Ambon e, dopo lunghi negoziati commerciali sull'acquisto di chiodi di garofano con gli ambonesi dal marzo al novembre del 1610, condusse due spedizioni militari punitive all'inizio del 1611 contro le isole bandanesi di Lontor (nota anche come Lontar o Banda Besar) e Pulo Run. A Banda Neira si riuscì a costruire Fort Belgica che divenne la terza fortezza olandese sulle isole Banda. Un attacco nel 1610 all'isola di Ai da parte degli olandesi, ad ogni modo, si rivelò un fallimento.

### La conquista di Ai
I bandanesi si risentirono delle forti obbligazioni loro imposte per l'esclusivo commercio con gli olandesi e perciò essi violarono il trattato sottoscritto, commerciando segretamente con gli inglesi (che offrirono a loro un prezzo migliore), oltre che coi malesi, coi giavanesi e coi makassaresi (che pure vendevano spezie ai portoghesi, coi quali gli olandesi erano in guerra da tempo). Incapaci di tollerare ulteriormente altre intrusioni commerciali, la Compagnia olandese delle Indie orientali concluse nel 1614 che era necessario conquistare l'intero arcipelago bandanese, anche se questo avrebbe significato la distruzione dell'intera popolazione locale ed avrebbe comportato un notevole peso per le finanze della compagnia. Per questo fine, il governatore generale Gerard Reynst decise di prendere le armi contro Banda Neira il 21 marzo 1615, e quindi lanciò una spedizione punitiva contro l'isola di Ai (o Pulu Ay) il 14 maggio di quello stesso anno. Le fortezze dei nativi vennero inizialmente attaccate con successo, ma le truppe olandesi si risolsero a saccheggiare l'area troppo presto. Gli inglesi, che avevano trattato con Run, si raggrupparono e lanciarono un attacco a sorpresa che in quella stessa notte riuscì ad uccidere 200 olandesi. Reynst decise di ritirarsi da Ai, proponendosi di conquistare l'isola successivamente e ponendosi come nuovo primo obbiettivo quello di impedire che gli inglesi potessero ottenere il commercio dei chiodi di garofano con Ambon, ma non riuscì a portare a compimento il suo proposito in quanto morì di malattia nel dicembre del 1615.
I bandanesi si rivolsero agli inglesi alla ricerca di protezione dagli olandesi, inviando un emissario all'avamposto commerciale dei britannici a Banten con una lettera che riportava:
...Quindi desideriamo noi tutti addivenire ad un accordo col re d'Inghilterra, perché ora gli olandesi stanno facendo di tutto per conquistare la nostra nazione e distruggere la nostra religione al punto che l'intera popolazione delle isole Banda odia la sola vista degli olandesi, figli di cagne, perché eccedono in falsità e villanìa e nel loro desiderio di conquistarci con la forza... Se quindi il re d'Inghilterra nella sua benevolenza volesse prendersi cura del nostro paese e della nostra religione, noi l'aiuteremo con polvere da sparo e artiglieria per riconquistare il castello di Nera, dove saremo in grado di battagliare con gli olandesi e con l'aiuto di Dio, recuperare tutte le spezie che poi venderemo solo al re d'Inghilterra.

Nell'aprile del 1616, Jan Dirkszoon Lam prese con sé 263 uomini e, contro fiera resistenza dei locali, fu in grado di conquistare l'isola di Ai. Lam decise che questa avrebbe fatto da capro espiatorio per tutte le altre isole, e pertanto decise di uccidere tutti i nativi che gli si opponevano, mentre altri 400 (tra cui diverse donne e bambini) annegarono nel tentativo di fuggire verso l'isola di Run, ad ovest, controllata dagli inglesi. Questo costrinse ancora una volta gli abitanti locali a sottoscrivere un contratto favorevole agli olandesi. Lam ordinò la costruzione di Fort der Wrake (soprannominato Fort Revenge, "forte Vendetta", dagli inglesi) sull'isola di Ai per enfatizzare la brutale vendetta che i bandanesi avrebbero dovuto aspettarsi se avessero tentato ancora una volta di rompere l'accordo con gli olandesi. Ad ogni modo, anche queste azioni non riuscirono a consentire agli olandesi di costruire un vero e proprio monopolio sul commercio della noce moscata nell'area. Anche se inizialmente intimoriti, i lontoresi ben presto ripresero il commercio con i loro ex partner commerciali, tra cui l'Inghilterra, che aveva ormai preso stabilmente ad occupare avamposti sulle isole di Run e Nailaka.

### L'assedio di Run

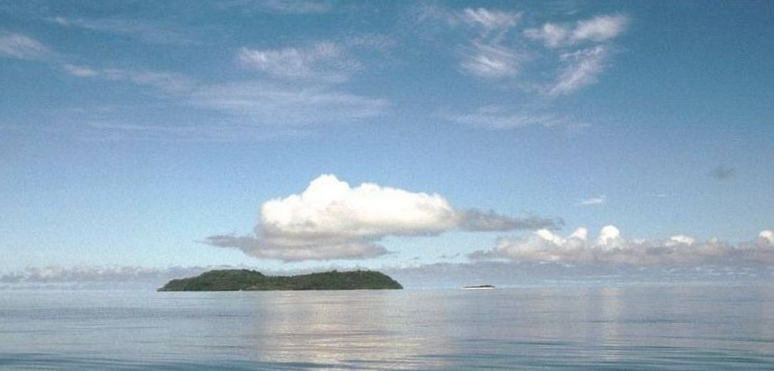
Le isole di Run e Nailika, viste da est, nel 2006

Il 25 dicembre 1616, il mercante e avventuriero inglese Nathaniel Courthope sbarcò sull'isola di Run con 39 uomini e vi costruì una fortezza. Questi persuasero gli abitanti a firmare un contratto nel quale accettavano la sovranità di Giacomo I d'Inghilterra sull'isola e si impegnavano a commerciare noce moscata con gli inglesi. Gli olandesi posero assedio poco dopo alla fortezza inglese, che con l'assistenza dei nativi locali resistette per ben quattro anni a periodici attacchi, ma infine cadde nelle mani degli olandesi dopo che Courthope rimase ucciso in una schermaglia, il che indusse gli inglesi a lasciare l'isola. Ottenuto infine il possesso dell'isola di Run, gli olandesi procedettero a uccidere o schiavizzare tutti gli uomini adulti, esiliando donne e bambini e tagliando ogni albero di noce moscata sull'isola nel caso in cui gli inglesi avessero tentato di ristabilire il loro controllo sull'isola. Gli olandesi permisero il libero pascolo sull'isola di Run, di modo da fornire cibo anche per le altre isole circostanti che disponevano di minor spazio. Si dovette attendere sino al 1638 perché gli inglesi visitassero nuovamente Run, motivo per cui annualmente gli olandesi fecero delle ispezioni per assicurarsi che non vi fossero altri insediamenti da parte dell'Inghilterra, sino a quando il governo inglese non rinunciò formalmente alla sovranità del posto nel 1667.

### Conflitti anglo-olandesi
Mentre procedeva l'assedio di Run, sorsero delle tensioni tra la Compagnie olandese delle Indie orientali e la Compagnia britannica delle Indie orientali, con una serie di scontri nel 1618. Il nuovo governatore generale olandese Jan Pieterszoon Coen scrisse una lettera, nota come "Appello di Coen", al governo olandese il 29 settembre 1618, richiedendo ulteriori soldati, denaro, navi e altri beni per combattere i bandanesi e gli inglesi. Da pio calvinista, persuase i suoi superiori che tale investimento sarebbe stato ottimale in quanto il Dio dei cristiani lo avrebbe supportato nella vittoria, malgrado i colpi subiti in precedenza: «Non disperate, non risparmiate i vostri nemici, non vi è nulla al mondo che possa farci del male o intimorirci se Dio è con noi, e non tenete conto dei precedenti fallimenti, perché qui, nelle Indie, c'è ancora molto e di grandioso che ci attende».
Gli olandesi riuscirono ad attaccare undici navi inglesi, molte delle quali con a bordo dell'argento, mentre gli inglesi abbordarono una sola nave olandese. Ad ogni modo, questa guerra non ufficiale era risultata inopportuna ai governi in Europa, che nel 1619 conclusero la pace e un trattato di difesa reciproca tra Repubblica delle Sette Province e Inghilterra in funzione anti-spagnola e anti-portoghese. Il governo olandese ordinò a Coen di cessare le ostilità e cooperare con gli inglesi che avrebbero ricevuto un terzo del commercio delle spezie, con gli altri due terzi agli olandesi. Coen era furioso per gli ordini ricevuti e cercò di espellere gli inglesi dall'intera regione per garantirse invece ai soli olandesi il commercio delle spezie, scrivendo anche una lettera ai suoi superiori
Ammetto che le azioni del padrone non devono riguardare il servo... Ma le correzioni di Vostro Onore sono state troppo precipitose. Gli inglesi hanno un debito di gratitudine con Voi, perché dopo che se ne erano andati dalle Indie, Vostra Signoria ce li ha rimessi... è incomprensibile che agli inglesi sia permesso di ricevere un terzo delle rendite di chiodi di garofano, noci moscate e altre spezie, perché essi non possono pretendere un singolo grano di sabbia in tutte le Molucche, su Amboyna o Banda.

## Il massacro di Banda

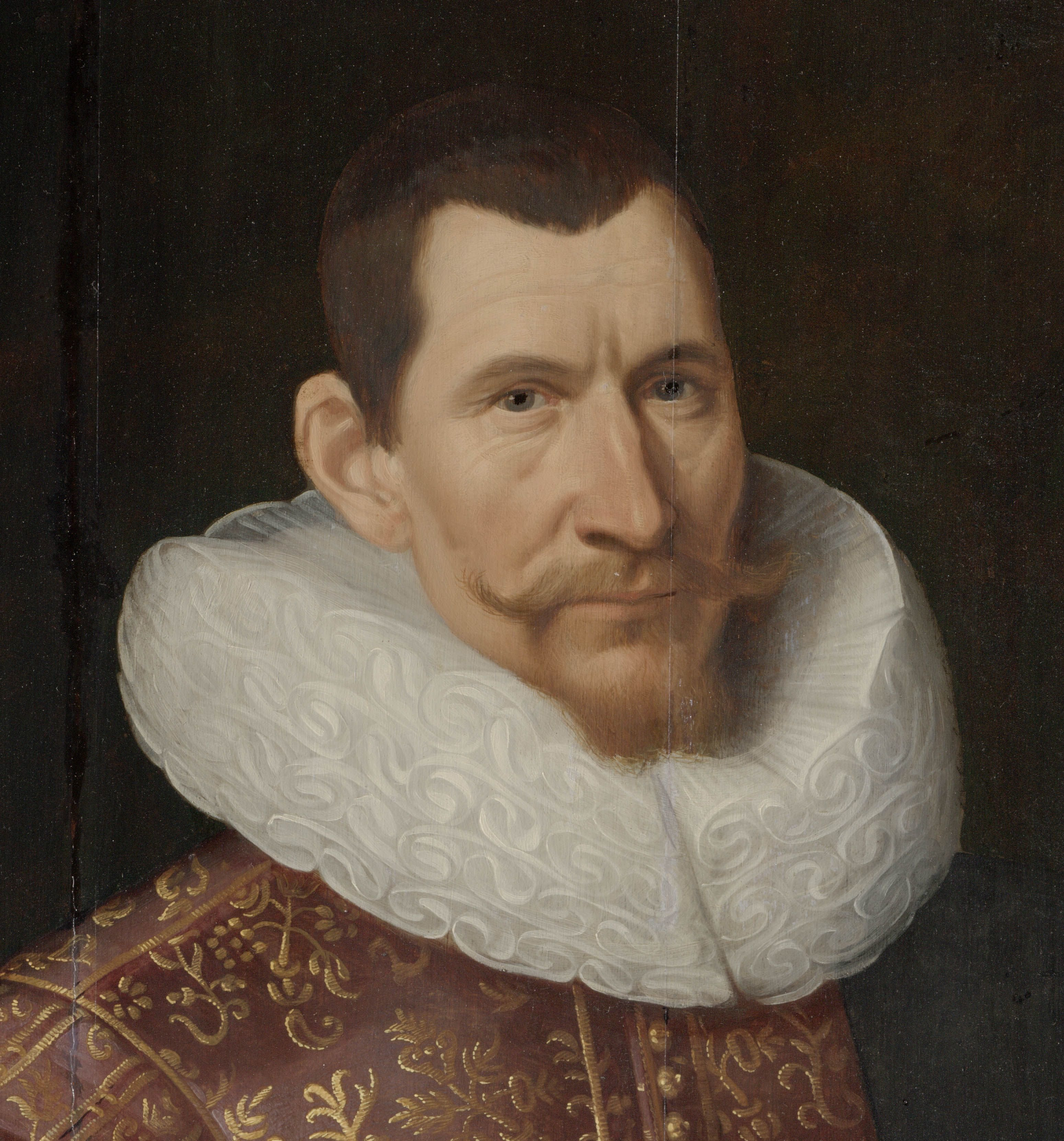
Ritratto di Jan Pieterszoon Coen.

Gli olandesi, quando compresero che la resistenza dei bandanesi stava minando i loro interessi commerciali nell'area e che quindi questa dovesse essere schiacciata una volta per tutte, Coen scrisse una lettera al governo olandese il 26 ottobre 1620 riportando: «Per avere a che fare adeguatamente con questa materia, è necessario una volta per tutte soggiogare Banda e la popolazione che la abita». Come proposto, ottenne quindi il permesso di soggiogare i bandanesi ed i loro capi.

### L'invasione
La flotta olandese proveniente da Batavia, salpò alla fine del 1620. Essa giunse in un primo momento ad Ambon, dove si unì ai rinforzi dei soldati e delle navi prima di continuare alla volta di Banda. La flotta era composta da 19 navi, 1655 soldati olandesi e 286 mercenari giapponesi, ed era personalmente guidata da Coen. Il 21 febbraio 1621, la flotta giunse a Fort Nassau, dove venne rinforzata da altri 250 soldati della guarnigione e da altre 35 imbarcazioni di nativi.
Dopo aver tentato di reclutare degli inglesi dalla vicine isole di Run e Ai senza successo, Coen iniziò ad inviare delle forze di ricognizione sulla linea costiera di Lontor, l'isola che era la principale base dei bandanesi. Gli esploratori impiegarono due giorni, durante i quali le barche vennero avvistate dai difensori bandanesi. Gli esploratori trovarono delle posizioni fortificate lungo la costa meridionale, ma non riuscirono a trovare una possibile testa di ponte. Il 7 marzo, un gruppo di olandesi sbarcò sull'isola ma venne respinto al prezzo di 1 morto e 4 feriti.
L'11 marzo, Coen ordinò finalmente un'offensiva su vasta scala. Egli divise le sue forze in diversi gruppi minori che attaccarono l'isola da diversi punti. Gli olandesi riuscirono a catturare le principali fortezze e per sera la parte settentrionale e meridionale erano assicurate. I difensori e la popolazione si portarono nell'entroterra dell'isola mentre gli olandesi li inseguivano. Il 12 marzo, gli olandesi avevano occupato l'intera isola al costo di 6 morti e 27 feriti

### La pace temporanea
Dopo l'iniziale successo olandese, l'aristocrazia di Lontor (chiamata orang kaya) tentò la via della pacificazione. I nobili offrirono doni a Coen ed accettarono tutte le richieste degli olandesi, compresa la consegna delle armi, la distruzione delle fortificazioni ed il rilascio degli ostaggi catturati in precedenza. Accettarono la sovranità della Compagnia olandese delle Indie orientali e la costruzione di diverse fortezze olandesi sull'isola, promettendo in cambio una parte del raccolto annuale delle spezie e la vendita agli olandesi a prezzo fisso. In cambio, gli olandesi concessero agli abitanti dell'isola la libertà personale, l'autonomia di governo ed il diritto di praticare l'islam come religione.

### La ripresa delle ostilità ed il massacro
Anche se la pace era stata formalmente conclusa coi membri dell'orang kaya, gran parte degli isolani che si trovavano ancora nell'entroterra iniziarono delle schermaglie con gli olandesi. Coen rispose razziando i villaggi e costringendo gli abitanti catturati a lavorare per gli olandesi.
Il 21 aprile, sotto minaccia di tortura, gli olandesi riuscirono ad estorcere la confessione ad alcuni membri dell'orang kaya circa un progetto di cospirazione a loro danno. Coen aveva tratto prigionieri 789 orang kaya assieme alle loro famiglie e li aveva fatti deportare a Batavia, dove molti erano stati schiavizzati. Essendo stati accusati di cospirazione ai danni degli olandesi e della rottura del trattato sottoscritto in precedenza, 24 orang kaya vennero condannati a morte e decapitati dai mercenari giapponesi l'8 maggio. Le esecuzioni, ad ogni modo, non calmarono la resistenza dei locali e pertanto Coen ordinò alle sue truppe di devastare l'intera isola e di distruggere ogni villaggio, uccidendo chiunque incontrassero sino alla completa resa della popolazione.

## Conseguenze

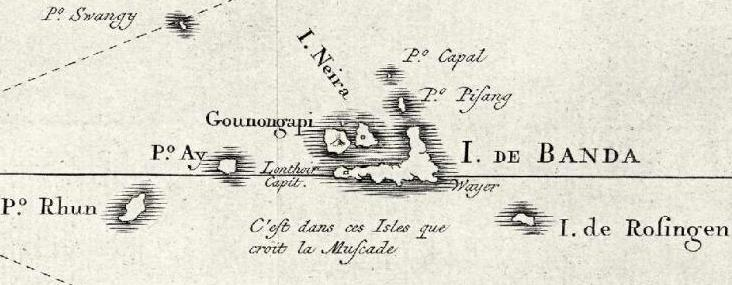
Estratto di una mappa olandese di Banda del 1753, con una nota in francese: 'È su queste isole che cresce la noce moscata.'

Secondo Coen, "circa 2500" abitanti morirono "di fame e miseria o passati a fil di spada", "buona parte di donne e bambini" vennero fatti prigionieri, ma più di 300 fuggirono. Hans Straver concluse che la popolazione dei lontoresi doveva essere all'epoca di 4500-5000 persone, 50-100 delle quali morirono effettivamente in combattimento, 1700 vennero schiavizzate e 2500 morirono a causa della fame e delle malattie; in particolare si diffuse una sorta di pazzia collettiva per cui i nativi si gettavano dalle scogliere nel mare; diverse centinaia di persone fuggirono nelle isole vicine come Kei e Seram, dove vennero accolti con gioia dai locali.
Dopo la campagna militare, gli olandesi controllavano in pratica tutte le isole Banda. Gli inglesi avevano già abbandonato Run e la loro presenza su Nailaka era solo occasionale. Siglando nel 1667 la Pace di Breda, gli inglesi rinunciarono ufficialmente alla sovranità sull'isola. Le isole risultarono pesantemente spopolate dopo la guerra. Gli storici americani Vincent Loth e Charles Corn stimano che prima della conquista olandese la popolazione di tutte le isole fosse di circa 15 000 individui, di cui solo 1000 sopravvissero alla guerra, lasciando comunque l'isola e andando a vivere ad Ai o a Run. Peter Lape stima che il 90% della popolazione venne uccisa, schiavizzata o deportata durante la conquista.
Per mantenere la produttività dell'arcipelago, ad ogni modo, gli olandesi dovettero procedere a ripopolare le isole, in gran parte con schiavi provenienti dalle Indie orientali olandesi, dall'India e dalla Cina, i quali lavorarono prevalentemente sotto la guida dei proprietari di piantagioni olandesi (perkeniers). I nativi originari schiavizzati ebbero l'ordine di insegnare ai nuovi arrivati le basi della coltivazione della noce moscata e dei chiodi di garofano. Il trattamento degli schiavi era severo, per quanto gli olandesi non si sforzassero di cristianizzare l'area come loro priorità, costringendo invece gli europei rimasti sulle isole ad aderire alla chiesa riformata olandese (una forma di calvinismo), mentre il cattolicesimo (introdotto in loco dai gesuiti portoghesi nel XVI secolo) venne proibito e tutti i cattolici dovettero forzosamente convertirsi. La popolazione schiava ottenne il permesso di praticare l'islam o la fede animista, ma venne pure incoraggiata per quanto possibile ad aderire alla chiesa riformata.